# Smythe Division
Smythe Division var en av fyra divisioner i den nordamerikanska ishockeyligan National Hockey League (NHL) där den först tillsammans med Patrick Division (1974/1975–1980/1981) och sen tillsammans med Norris Division (1981/1982–1992/1993) bildade Clarence Campbell Conference.
Sex gånger blev lag från "Smythe" Stanley Cup-mästare, Edmonton Oilers vann 1984, 1985, 1987, 1988 och 1990 samt Calgary Flames som vann 1989.
Smythe Division bildades inför säsongen 1974/1975, då "West Division" bytte namn till "Clarence Campbell Conference". Från början innehöll Smythe Division de fem klubbar Chicago Blackhawks, Kansas City Scouts, Minnesota North Stars, St. Louis Blues och Vancouver Canucks. Efter att divisionen säsongen 1978/1979 bara ha haft fyra lag utökades den med två nya lag inför säsongen 1979/1980 när två av de fyra före detta WHA-lagen, Edmonton Oilers och Winnipeg Jets, placerades i divisionen. Den sista säsongen av Smythe spelade följande sex lag i division:
- Calgary Flames
- Edmonton Oilers
- Los Angeles Kings
- San Jose Sharks
- Vancouver Canucks
- Winnipeg Jets

## Divisionsmästare
Divisionsmästare blev det lag som vann sin division under NHL:s grundserie
| - 1975: Vancouver Canucks - 1976: Chicago Blackhawks - 1977: St. Louis Blues - 1978: Chicago Blackhawks - 1979: Chicago Blackhawks | - 1980: Chicago Blackhawks - 1981: St. Louis Blues - 1982: Edmonton Oilers - 1983: Edmonton Oilers - 1984: Edmonton Oilers - 1985: Edmonton Oilers - 1986: Edmonton Oilers - 1987: Edmonton Oilers - 1988: Calgary Flames - 1989: Calgary Flames | - 1990: Calgary Flames - 1991: Los Angeles Kings - 1992: Vancouver Canucks - 1993: Vancouver Canucks |

## Smythe Division-titlar
- 6: Edmonton Oilers
- 4: Chicago Blackhawks
- 3: Calgary Flames
- 3: Vancouver Canucks
- 2: St. Louis Blues
- 1: Los Angeles Kings

## Stanley Cup-mästare från Smythe Division
- 1983/1984 - Edmonton Oilers
- 1984/1985 - Edmonton Oilers
- 1986/1987 - Edmonton Oilers
- 1987/1988 - Edmonton Oilers
- 1988/1989 - Calgary Flames
- 1989/1990 - Edmonton Oilers

## Lagen som spelade i Smythe Division
| 1974/75               | 1975/76 | 1976/77          | 1977/78 | 1978/79 | 1979/80         | 1980/81 | 1981/82           | 1982/83       | 1983/84 | 1984/85 | 1985/86 | 1986/87 | 1987/88 | 1988/89 | 1989/90 | 1990/91 | 1991/92         | 1992/93 |
| --------------------- | ------- | ---------------- | ------- | ------- | --------------- | ------- | ----------------- | ------------- | ------- | ------- | ------- | ------- | ------- | ------- | ------- | ------- | --------------- | ------- |
|                       |         |                  |         |         |                 |         | Calgary Flames    |               |         |         |         |         |         |         |         |         |                 |         |
| Chicago Blackhawks    |         |                  |         |         |                 |         |                   |               |         |         |         |         |         |         |         |         |                 |         |
|                       |         | Colorado Rockies |         |         |                 |         |                   |               |         |         |         |         |         |         |         |         |                 |         |
|                       |         |                  |         |         | Edmonton Oilers |         |                   |               |         |         |         |         |         |         |         |         |                 |         |
| Kansas City Scouts    |         |                  |         |         |                 |         |                   |               |         |         |         |         |         |         |         |         |                 |         |
|                       |         |                  |         |         |                 |         | Los Angeles Kings |               |         |         |         |         |         |         |         |         |                 |         |
| Minnesota North Stars |         |                  |         |         |                 |         |                   |               |         |         |         |         |         |         |         |         |                 |         |
|                       |         |                  |         |         |                 |         |                   |               |         |         |         |         |         |         |         |         | San Jose Sharks |         |
| St. Louis Blues       |         |                  |         |         |                 |         |                   |               |         |         |         |         |         |         |         |         |                 |         |
| Vancouver Canucks     |         |                  |         |         |                 |         |                   |               |         |         |         |         |         |         |         |         |                 |         |
|                       |         |                  |         |         |                 |         |                   | Winnipeg Jets |         |         |         |         |         |         |         |         |                 |         |

- Calgary Flames mellan 1981 och 1993
- Chicago Blackhawks mellan 1974 och 1980
- Colorado Rockies mellan 1976 och 1982
- Edmonton Oilers mellan 1979 och 1993
- Kansas City Scouts mellan 1974 och 1976
- Los Angeles Kings mellan 1981 och 1993
- Minnesota North Stars mellan 1974 och 1978
- San Jose Sharks mellan 1991 och 1993
- St. Louis Blues mellan 1974 och 1981
- Vancouver Canucks mellan 1974 och 1993
- Winnipeg Jets mellan 1979 och 1981 samt mellan 1982 och 1993